# Patto balcanico (1953)

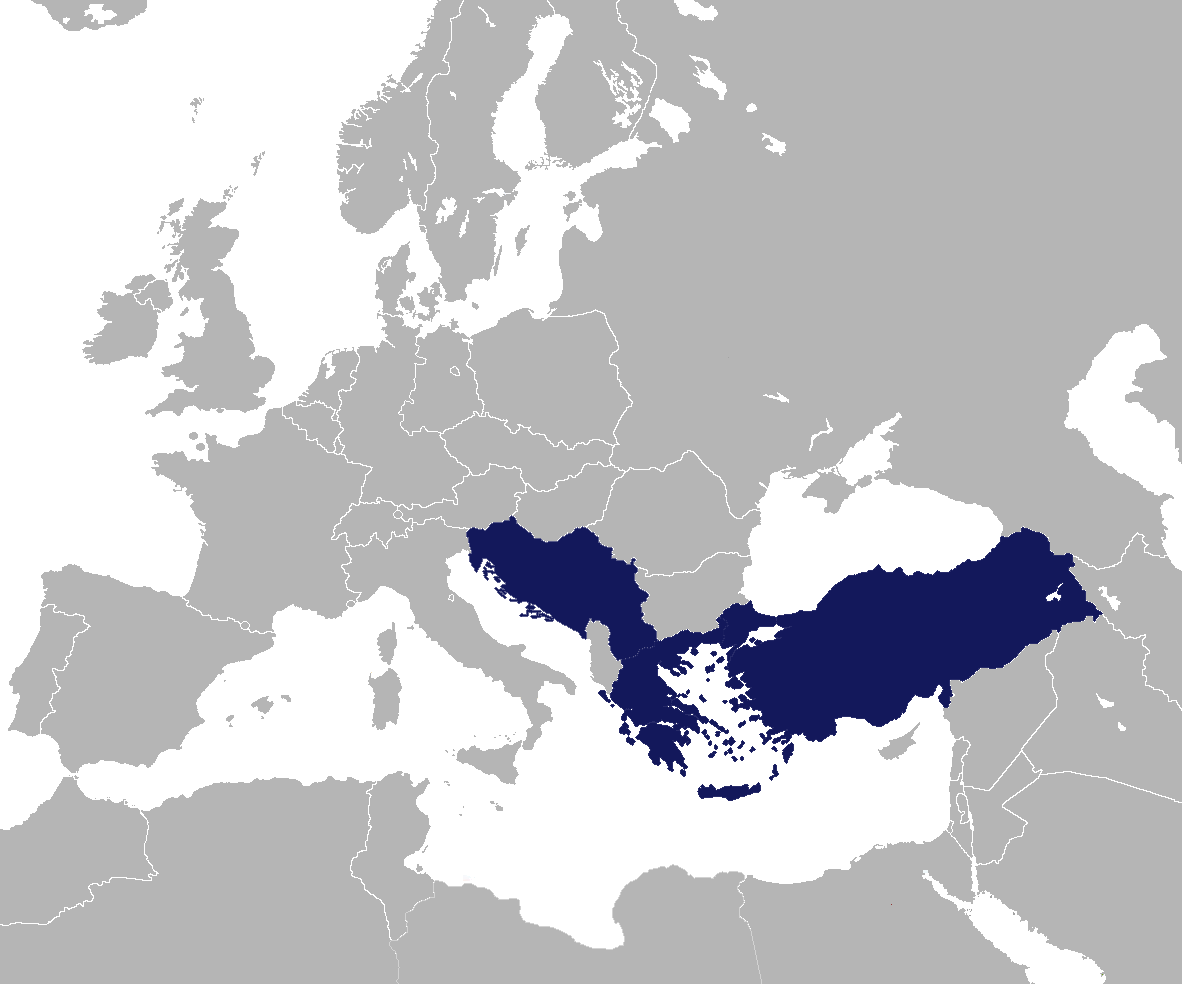
Patto balcanico

Il Patto balcanico del 1953 (ufficialmente: Accordo di Amicizia e Cooperazione) è stato firmato da Regno di Grecia, Jugoslavia e Turchia ad Ankara (Turchia) il 28 febbraio 1953; il patto è stato rafforzato ed ampliato da un'alleanza militare della durata di 20 anni firmata a Bled (Jugoslavia, oggi Slovenia) il 9 agosto 1954.

## Accordi
Il trattato politico, nominalmente aperto a chiunque volesse aderirvi (art. IX), prevedeva una durata minima di cinque anni (art. X) e aveva l'obiettivo dichiarato di rendere più efficace la difesa contro qualunque aggressione esterna (preambolo e art. II). A tal fine, erano previste riunioni, con cadenza almeno annuale dei rispettivi Ministri degli esteri per analizzare la situazione politica internazionale (art. I) e proporre ai governi firmatari proposte comuni in tema di difesa (art. III).

La collaborazione era estesa anche ai temi economici culturali e tecnici (art. IV).

L'accordo faceva salve le alleanze preesistenti (art. VII), in particolare la partecipazione alla NATO di Grecia e Turchia (art. VIII), ma impegnava i contraenti a non sottoscrivere altri accordi in contrasto con il trattato (art. VII).
L'alleanza militare, firmata 18 mesi dopo, intendeva ampliare e rafforzare il trattato; aveva una durata di venti anni e prevedeva riunioni almeno due volte l'anno (art. IV).

In conformità con i principi delle Nazioni Unite, i contraenti si impegnavano a risolvere le controversie internazionali con mezzi pacifici senza ricorrere alla minaccia o all'uso della forza (art. I).

Cionondimeno, si impegnavano, in caso di aggressione ad uno dei paesi contraenti, ad intervenire in suo sostegno anche con l'uso della forza (art. II e seguenti).

Anche questa alleanza faceva salvi gli impegni di ciascun paese firmatario nei confronti delle Nazioni Unite (art. IX) e della NATO (art. 10).

## Cause
Nel 1948, dopo la rottura con l'Unione Sovietica, la Jugoslavia si rivolse all'Occidente cercando prima accordi politici e poi alleanze militari per timore di possibili attacchi da parte del Cominform.

Il patto doveva servire a proteggere la Jugoslavia e ad arginare l'espansione sovietica nei Balcani. Infatti, la Turchia e la Grecia erano membri della NATO a pieno titolo. Anche se la Jugoslavia comunista non volle aderire alla NATO, questo patto fu un modo per associarla in modo indiretto all'Alleanza Atlantica.

## Effetti
In realtà, la nuova alleanza dimostrò la sua debolezza fin dall'inizio. Cinque giorni dopo l'entrata in vigore dell'accordo, Stalin morì. Il nuovo governo sovietico cominciò ad allentare le sue critiche nei confronti della Jugoslavia e la leadership comunista jugoslava fu sempre più propensa ad abbandonare la cooperazione aperta con i paesi occidentali.

Durante il 1954 e 1955, le aperture della Jugoslavia all'Unione Sovietica, furono il risultato di un cambiamento di vedute jugoslave sul significato militare del Patto dei Balcani.

La visita del primo ministro turco Adnan Menderes in Jugoslavia a maggio 1955 (solo tre settimane prima di una visita di Chruščёv a Tito) rese pubblica la differenza tra le valutazioni jugoslave e turche della situazione internazionale. Il premier turco Menderes era interessato ad una piena cooperazione in seno all'Alleanza dei Balcani. La Jugoslavia era riluttante ad assumere qualsiasi iniziativa che potesse apparire come una valorizzazione dell'aspetto militare del Patto dei Balcani.

Poco dopo, scoppiò la controversia su Cipro tra la Turchia e la Grecia e ciò divenne un nuovo pericolo per l'Alleanza dei Balcani.

Dopo la rivoluzione ungherese del 1956, Tito dimostrò un certo interesse a rilanciare l'alleanza ma, a causa del conflitto cipriota, il suo tentativo di mediare tra la Turchia e la Grecia non riuscì.